# Nausithoe racemosa
Nausithoe racemosa är en manetart som först beskrevs av Komai 1936.  Nausithoe racemosa ingår i släktet Nausithoe och familjen Nausithoidae. Inga underarter finns listade i Catalogue of Life.